# Morti nel 361
| Questa pagina contiene informazioni ricavate automaticamente dalle voci biografiche con l'ausilio del template Bio e di un bot. L'aggiornamento è periodico e automatico e ricostruisce completamente la pagina. Se manca una persona in questa lista, sei pregato di non aggiungerla, ma accertati piuttosto che la sua voce biografica contenga il template Bio e che i dati anagrafici siano correttamente compilati. Se il template Bio manca, inseriscilo tu stesso o, in alternativa, metti l'avviso {{tmp\|Bio}} che ne segnala la mancanza. Se i dati riportati sono sbagliati, correggi direttamente la voce biografica; le modifiche saranno visibili in questa lista entro pochi giorni. Per chiarimenti vedi il progetto biografie. La lista contiene solo le 8 persone che sono citate nell'enciclopedia e per le quali è stato implementato correttamente il template Bio. Pagina aggiornata al 26 giu 2025. |

- 3 novembre - Costanzo II, imperatore romano (n. 317)
- 24 dicembre - Giorgio di Alessandria, vescovo ariano greco antico
- Apodemio, funzionario romano
- Ermogene, politico romano
- Eusebio, funzionario romano
- Massimo di Napoli, vescovo e santo italiano
- Ursulo, politico romano
- Wang Xizhi, calligrafo e funzionario cinese (n. 303)